# Mon amour (Slimane)
Mon amour è un singolo del cantante francese Slimane, pubblicato l'8 novembre 2023 come primo estratto dalla raccolta Essentiels.

## Promozione
L'8 novembre 2023 l'emittente radiotelevisiva pubblica France Télévisions ha annunciato di avere selezionato internamente Slimane come rappresentante nazionale all'Eurovision Song Contest 2024 a Malmö. Mon amour è stato annunciato come suo brano eurovisivo nel medesimo giorno, ed è stato presentato durante il programma Journal de 20 heures su France 2 in concomitanza con la sua pubblicazione sulle piattaforme digitali.

## Tracce
Testi di Slimane Nebchi, musiche di Meïr Salah e Yaacov Salah.
1. Mon amour – 3:00

## Classifiche

### Classifiche settimanali
| Classifica (2023-24) | Posizione massima |
| -------------------- | ----------------- |
| Austria              | 45                |
| Belgio (Fiandre)     | 42                |
| Belgio (Vallonia)    | 5                 |
| Croazia              | 6                 |
| Finlandia            | 47                |
| Francia              | 2                 |
| Grecia               | 1                 |
| Irlanda              | 76                |
| Israele              | 48                |
| Lettonia             | 9                 |
| Libano               | 17                |
| Lituania             | 8                 |
| Lussemburgo          | 1                 |
| Norvegia             | 37                |
| Paesi Bassi          | 53                |
| Polonia              | 75                |
| Portogallo           | 62                |
| Spagna               | 97                |
| Svezia               | 24                |
| Svizzera             | 3                 |

### Classifiche di fine anno
| Classifica (2024) | Posizione |
| ----------------- | --------- |
| Belgio (Vallonia) | 16        |
| Francia           | 29        |